# Elisabeth Charlotte van de Palts (1652-1722)

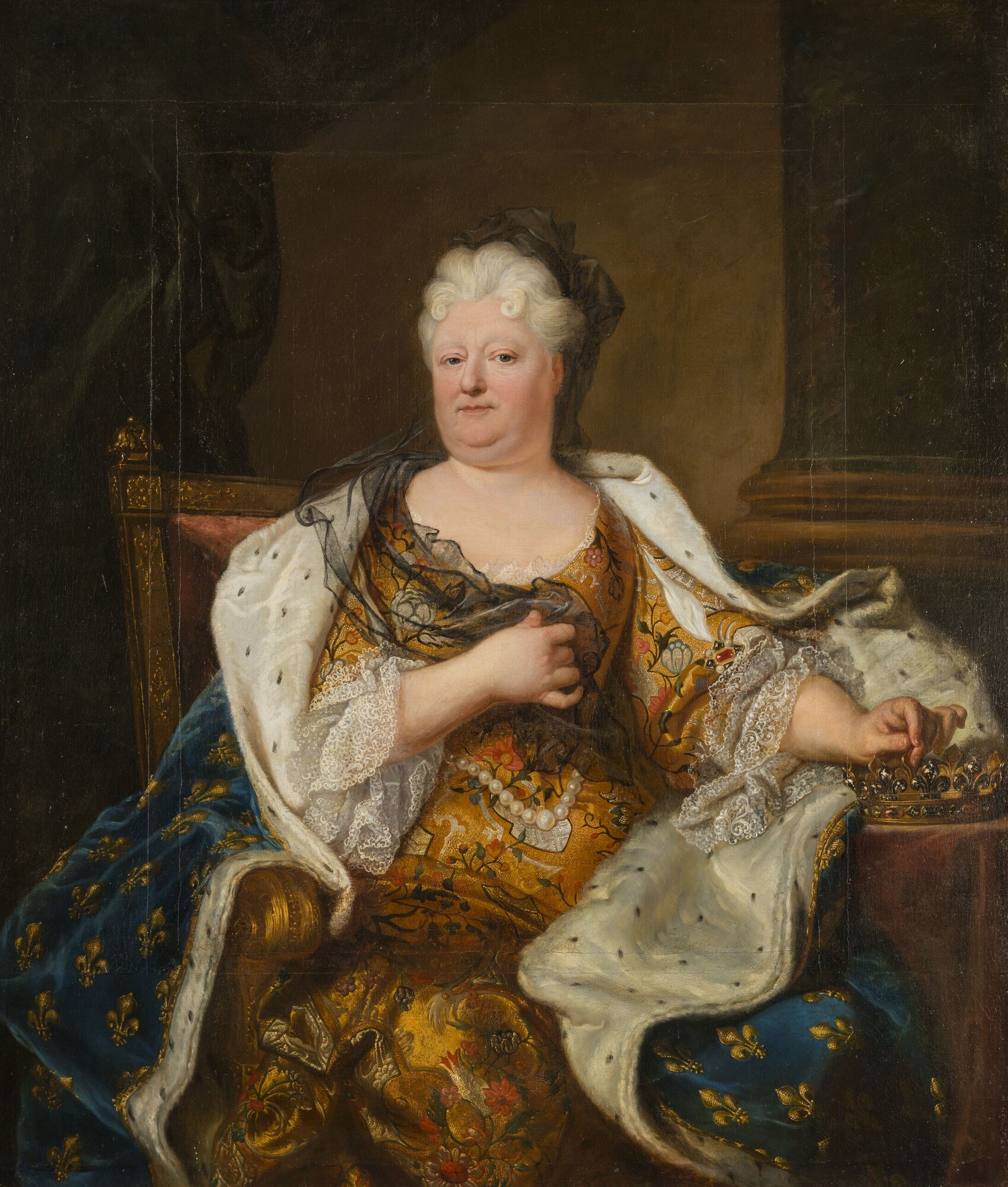
Elisabeth Charlotte van de Palts; door Rigaud

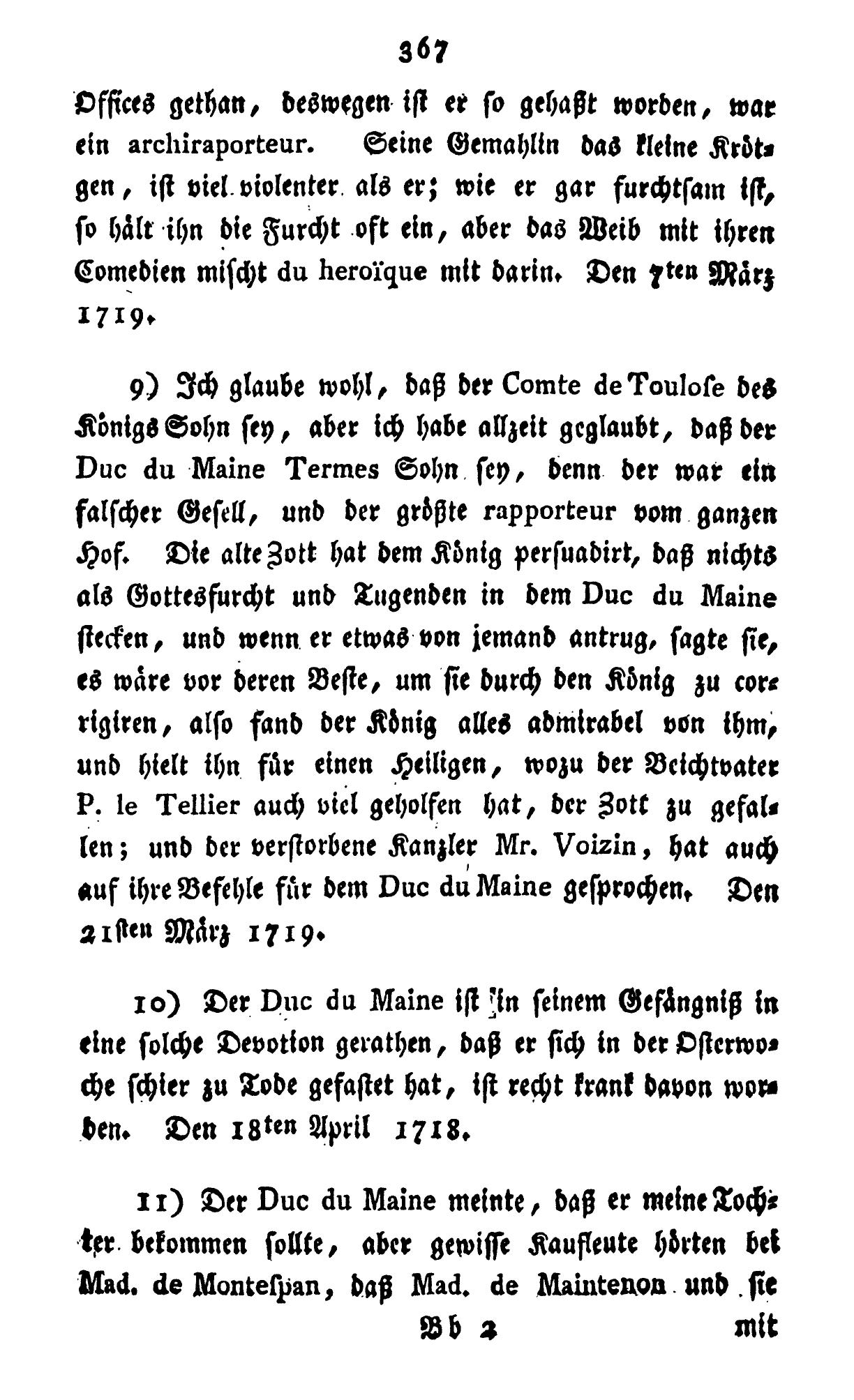
Anekdoten vom Französischen Hofe, 1789.

Elisabeth Charlotte (Liselotte) van de Palts (Heidelberg, 27 mei 1652 - Saint-Cloud, 9 oktober of 8 december 1722), (correct: prinses Elisabeth Charlotte, paltsgravin bij de Rijn), prinses in Beieren, hertogin van Orléans, was een Duitse prinses die door haar huwelijk met Filips van Frankrijk, de hertog van Orléans de schoonzuster werd van Lodewijk XIV. Zij werd geboren als dochter van Karel I Lodewijk, keurvorst van de Palts, en Charlotte van Hessen-Kassel.
Via de zuster van haar vader, was Elisabeth Charlotte een volle nicht van George I van Groot-Brittannië; haar grootvader was keurvorst Frederik V van de Palts zoon van Louise Juliana van Nassau, de oudste dochter van Willem van Oranje en Charlotte van Bourbon. Via de moeder van haar moeder, Amalia Elisabeth van Hanau-Münzenberg, was zij eveneens verwant aan de Oranjes. Amalia Elisabeth was namelijk een dochter van Catharina Belgica van Nassau, een dochter van Willem van Oranje.
Elisabeth Charlotte werd in 1671 om politieke redenen uitgehuwelijkt aan de broer van de Franse koning, die zijn eerste echtgenote, Henriëtta Anne van Engeland, verloren had onder dubieuze omstandigheden, maar die als broer van de koning echter de dynastieke plicht had om voor afstamming te zorgen. Het Franse Hof had zijn oog laten vallen op de dochter van Karel I Lodewijk van de Palts. Al gauw werd Elisabeth uitgehuwelijkt aan de oudere Filips I van Orléans. Daarvoor diende ze haar protestantse geloof af te zweren en zich te bekeren tot het rooms-katholieke geloof.
Als schoonzus van de koning werd zij aan het hof Madame genoemd. Deze aanspreektitel, altijd zonder voornaam of titel, was het voorrecht van de schoonzuster des konings, de echtgenote van Monsieur.
In Straatsburg nam ze bedroefd afscheid van haar vader, die ze nooit meer zou terugzien. Vervolgens werd ze door Anna van Gonzaga naar Metz gebracht waar ze met de handschoen huwde: Elisabeth van de Rijn-Palts werd alzo Madame La Palatine.
In Versailles aangekomen maakte ze schoon schip in Filips hofhouding. Ze ging onmiddellijk in duel met een van de hofdames, Madame de Fiennes; ze ontving de vrouw apart voor een korte preek op zijn Duits:
U bent erg geestig, maar u hebt een manier van spreken die zijne Majesteit en Monsieur voor lief nemen omdat ze eraan gewend zijn geraakt. Maar ik die net ben aangekomen, ben dat niet, ik word kwaad als men de spot met me drijft! ... Als u me zoals de anderen behandelt, zal ik mijn beklag doen bij uw echtgenoot; en als hij u niet op uw plaats zet, laat ik hem eruit gooien!
Al gauw trok Madame de Fiennes zich terug, hetgeen Filips aangenaam verraste. Daarna ging Elisabeth als een Duitse bulldozer door het kluwen van intriges aan het hof. Elisabeth zocht het beste in haar nieuwe echtgenoot; in een brief aan Sophie van Hannover schreef ze:
Ik kan u alleen maar zeggen dat Monsieur de beste man ter wereld is, we hebben een heel goede verstandhouding.

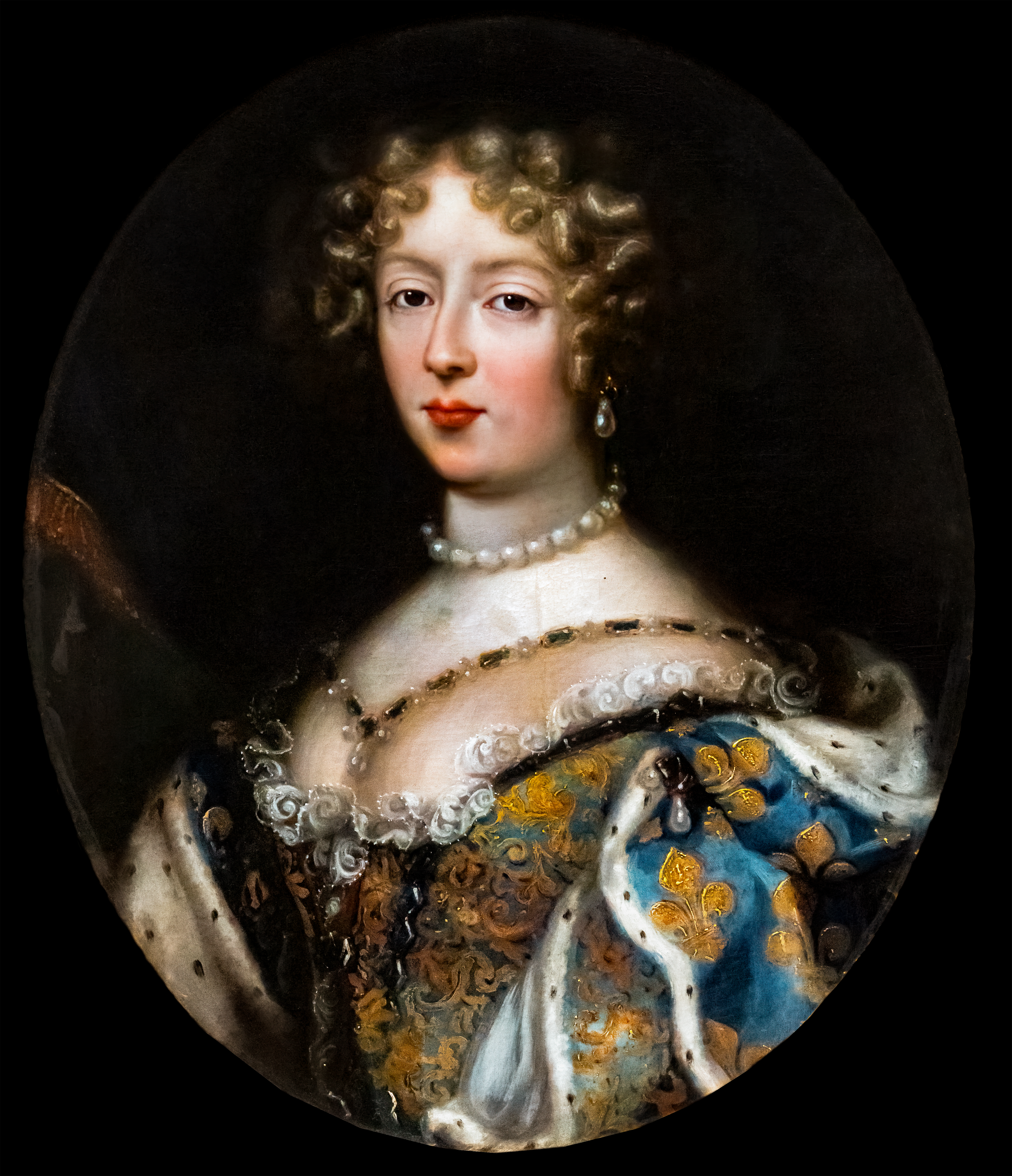
Elisabeth Charlotte op jonge leeftijd

De homoseksuele geaardheid van Filips veroorzaakte echter problemen. Ondanks Filips' geaardheid schonk de prinses hem drie kinderen.
1. Alexander Lodewijk van Orléans, hertog van Valois (1673–1676)
2. Filips van Orléans, hertog van Orléans, "Regent van Frankrijk";
3. Élisabeth Charlotte van Orléans, "Mademoiselle de Chartres" (1676-1744), huwde met Leopold van Lotharingen, hertog van Lotharingen

Zelf zou zij grootmoeder worden van Frans Stefan van Lotharingen en overgrootmoeder van koningin Marie Antoinette van Oostenrijk.
Dankzij haar correspondentie met haar tante Sophia van de Palts, is er een gedetailleerd beeld te schetsen van het dagelijkse leven aan het hof van Versailles. Deze al in de achttiende eeuw gepubliceerde brieven (ca. 60.000) bevatten een schat aan informatie. Haar kleurrijke levensstijl en vreemde afkomst wekten afkeer bij de meeste hovelingen. In haar brieven trekt ze fel van leer tegen haar aartsvijand madame de Maintenon, die ze de "oude sloerie" noemt en beschrijft als de "duivel in persoon".
Toen haar zwager Lodewijk XIV stierf, werd haar zoon regent van Frankrijk, waardoor ze alsnog eerste dame van Frankrijk werd. In 1722, op weg naar Reims voor de kroning en zalving van Lodewijk XV, voelde ze haar eigen einde naderen.

## Kwartierstaat
| Frederik IV van de Palts (1574-1610) | Frederik IV van de Palts (1574-1610) | Frederik IV van de Palts (1574-1610) | Frederik IV van de Palts (1574-1610) | Frederik IV van de Palts (1574-1610) | Frederik IV van de Palts (1574-1610) | Louise Juliana van Nassau (1576-1644) | Louise Juliana van Nassau (1576-1644) | Louise Juliana van Nassau (1576-1644) | Louise Juliana van Nassau (1576-1644) | Louise Juliana van Nassau (1576-1644)     | Louise Juliana van Nassau (1576-1644)     |                                           |                                           | Jacobus I van Engeland (1566-1625)        | Jacobus I van Engeland (1566-1625)        | Jacobus I van Engeland (1566-1625) | Jacobus I van Engeland (1566-1625) | Jacobus I van Engeland (1566-1625) | Jacobus I van Engeland (1566-1625) | Anna van Denemarken (1574-1619) | Anna van Denemarken (1574-1619) | Anna van Denemarken (1574-1619) | Anna van Denemarken (1574-1619) | Anna van Denemarken (1574-1619)              | Anna van Denemarken (1574-1619)              |                                              |                                              | Maurits van Hessen-Kassel (1572-1632)        | Maurits van Hessen-Kassel (1572-1632)        | Maurits van Hessen-Kassel (1572-1632) | Maurits van Hessen-Kassel (1572-1632) | Maurits van Hessen-Kassel (1572-1632)  | Maurits van Hessen-Kassel (1572-1632)  | Agnes van Solms-Laubach (1578-1602)    | Agnes van Solms-Laubach (1578-1602)    | Agnes van Solms-Laubach (1578-1602)    | Agnes van Solms-Laubach (1578-1602)    | Agnes van Solms-Laubach (1578-1602)     | Agnes van Solms-Laubach (1578-1602)     |                                         |                                         | Filips Lodewijk II van Hanau-Münzenberg (1576-1612) | Filips Lodewijk II van Hanau-Münzenberg (1576-1612) | Filips Lodewijk II van Hanau-Münzenberg (1576-1612) | Filips Lodewijk II van Hanau-Münzenberg (1576-1612) | Filips Lodewijk II van Hanau-Münzenberg (1576-1612) | Filips Lodewijk II van Hanau-Münzenberg (1576-1612) | Catharina Belgica van Nassau (1578-1648)          | Catharina Belgica van Nassau (1578-1648)          | Catharina Belgica van Nassau (1578-1648) | Catharina Belgica van Nassau (1578-1648) | Catharina Belgica van Nassau (1578-1648) | Catharina Belgica van Nassau (1578-1648) |  |  |  |  |  |  |  |  |  |  |  |  |  |  |  |  |  |  |  |  |  |  |  |  |  |  |  |  |  |  |  |  |  |  |  |  |  |  |  |  |  |  |  |  |  |  |  |  |
| Frederik IV van de Palts (1574-1610) | Frederik IV van de Palts (1574-1610) | Frederik IV van de Palts (1574-1610) | Frederik IV van de Palts (1574-1610) | Frederik IV van de Palts (1574-1610) | Frederik IV van de Palts (1574-1610) | Louise Juliana van Nassau (1576-1644) | Louise Juliana van Nassau (1576-1644) | Louise Juliana van Nassau (1576-1644) | Louise Juliana van Nassau (1576-1644) | Louise Juliana van Nassau (1576-1644)     | Louise Juliana van Nassau (1576-1644)     |                                           |                                           | Jacobus I van Engeland (1566-1625)        | Jacobus I van Engeland (1566-1625)        | Jacobus I van Engeland (1566-1625) | Jacobus I van Engeland (1566-1625) | Jacobus I van Engeland (1566-1625) | Jacobus I van Engeland (1566-1625) | Anna van Denemarken (1574-1619) | Anna van Denemarken (1574-1619) | Anna van Denemarken (1574-1619) | Anna van Denemarken (1574-1619) | Anna van Denemarken (1574-1619)              | Anna van Denemarken (1574-1619)              |                                              |                                              | Maurits van Hessen-Kassel (1572-1632)        | Maurits van Hessen-Kassel (1572-1632)        | Maurits van Hessen-Kassel (1572-1632) | Maurits van Hessen-Kassel (1572-1632) | Maurits van Hessen-Kassel (1572-1632)  | Maurits van Hessen-Kassel (1572-1632)  | Agnes van Solms-Laubach (1578-1602)    | Agnes van Solms-Laubach (1578-1602)    | Agnes van Solms-Laubach (1578-1602)    | Agnes van Solms-Laubach (1578-1602)    | Agnes van Solms-Laubach (1578-1602)     | Agnes van Solms-Laubach (1578-1602)     |                                         |                                         | Filips Lodewijk II van Hanau-Münzenberg (1576-1612) | Filips Lodewijk II van Hanau-Münzenberg (1576-1612) | Filips Lodewijk II van Hanau-Münzenberg (1576-1612) | Filips Lodewijk II van Hanau-Münzenberg (1576-1612) | Filips Lodewijk II van Hanau-Münzenberg (1576-1612) | Filips Lodewijk II van Hanau-Münzenberg (1576-1612) | Catharina Belgica van Nassau (1578-1648)          | Catharina Belgica van Nassau (1578-1648)          | Catharina Belgica van Nassau (1578-1648) | Catharina Belgica van Nassau (1578-1648) | Catharina Belgica van Nassau (1578-1648) | Catharina Belgica van Nassau (1578-1648) |  |  |  |  |  |  |  |  |  |  |  |  |  |  |  |  |  |  |  |  |  |  |  |  |  |  |  |  |  |  |  |  |  |  |  |  |  |  |  |  |  |  |  |  |  |  |  |  |
|                                      |                                      |                                      |                                      |                                      |                                      |                                       |                                       |                                       |                                       |                                           |                                           |                                           |                                           |                                           |                                           |                                    |                                    |                                    |                                    |                                 |                                 |                                 |                                 |                                              |                                              |                                              |                                              |                                              |                                              |                                       |                                       |                                        |                                        |                                        |                                        |                                        |                                        |                                         |                                         |                                         |                                         |                                                     |                                                     |                                                     |                                                     |                                                     |                                                     |                                                   |                                                   |                                          |                                          |                                          |                                          |  |  |  |  |  |  |  |  |  |  |  |  |  |  |  |  |  |  |  |  |  |  |  |  |  |  |  |  |  |  |  |  |  |  |  |  |  |  |  |  |  |  |  |  |  |  |  |  |
|                                      |                                      |                                      |                                      | Frederik V van de Palts (1596-1632)  | Frederik V van de Palts (1596-1632)  | Frederik V van de Palts (1596-1632)   | Frederik V van de Palts (1596-1632)   | Frederik V van de Palts (1596-1632)   | Frederik V van de Palts (1596-1632)   |                                           |                                           |                                           |                                           |                                           |                                           | Elizabeth Stuart (1596-1662)       | Elizabeth Stuart (1596-1662)       | Elizabeth Stuart (1596-1662)       | Elizabeth Stuart (1596-1662)       | Elizabeth Stuart (1596-1662)    | Elizabeth Stuart (1596-1662)    |                                 |                                 |                                              |                                              |                                              |                                              |                                              |                                              |                                       |                                       | Willem V van Hessen-Kassel (1602-1637) | Willem V van Hessen-Kassel (1602-1637) | Willem V van Hessen-Kassel (1602-1637) | Willem V van Hessen-Kassel (1602-1637) | Willem V van Hessen-Kassel (1602-1637) | Willem V van Hessen-Kassel (1602-1637) |                                         |                                         |                                         |                                         |                                                     |                                                     | Amalia Elisabeth van Hanau-Münzenberg (1602-1651)   | Amalia Elisabeth van Hanau-Münzenberg (1602-1651)   | Amalia Elisabeth van Hanau-Münzenberg (1602-1651)   | Amalia Elisabeth van Hanau-Münzenberg (1602-1651)   | Amalia Elisabeth van Hanau-Münzenberg (1602-1651) | Amalia Elisabeth van Hanau-Münzenberg (1602-1651) |                                          |                                          |                                          |                                          |  |  |  |  |  |  |  |  |  |  |  |  |  |  |  |  |  |  |  |  |  |  |  |  |  |  |  |  |  |  |  |  |  |  |  |  |  |  |  |  |  |  |  |  |  |  |  |  |
|                                      |                                      |                                      |                                      | Frederik V van de Palts (1596-1632)  | Frederik V van de Palts (1596-1632)  | Frederik V van de Palts (1596-1632)   | Frederik V van de Palts (1596-1632)   | Frederik V van de Palts (1596-1632)   | Frederik V van de Palts (1596-1632)   |                                           |                                           |                                           |                                           |                                           |                                           | Elizabeth Stuart (1596-1662)       | Elizabeth Stuart (1596-1662)       | Elizabeth Stuart (1596-1662)       | Elizabeth Stuart (1596-1662)       | Elizabeth Stuart (1596-1662)    | Elizabeth Stuart (1596-1662)    |                                 |                                 |                                              |                                              |                                              |                                              |                                              |                                              |                                       |                                       | Willem V van Hessen-Kassel (1602-1637) | Willem V van Hessen-Kassel (1602-1637) | Willem V van Hessen-Kassel (1602-1637) | Willem V van Hessen-Kassel (1602-1637) | Willem V van Hessen-Kassel (1602-1637) | Willem V van Hessen-Kassel (1602-1637) |                                         |                                         |                                         |                                         |                                                     |                                                     | Amalia Elisabeth van Hanau-Münzenberg (1602-1651)   | Amalia Elisabeth van Hanau-Münzenberg (1602-1651)   | Amalia Elisabeth van Hanau-Münzenberg (1602-1651)   | Amalia Elisabeth van Hanau-Münzenberg (1602-1651)   | Amalia Elisabeth van Hanau-Münzenberg (1602-1651) | Amalia Elisabeth van Hanau-Münzenberg (1602-1651) |                                          |                                          |                                          |                                          |  |  |  |  |  |  |  |  |  |  |  |  |  |  |  |  |  |  |  |  |  |  |  |  |  |  |  |  |  |  |  |  |  |  |  |  |  |  |  |  |  |  |  |  |  |  |  |  |
|                                      |                                      |                                      |                                      |                                      |                                      |                                       |                                       |                                       |                                       | Karel I Lodewijk van de Palts (1617-1680) | Karel I Lodewijk van de Palts (1617-1680) | Karel I Lodewijk van de Palts (1617-1680) | Karel I Lodewijk van de Palts (1617-1680) | Karel I Lodewijk van de Palts (1617-1680) | Karel I Lodewijk van de Palts (1617-1680) |                                    |                                    |                                    |                                    |                                 |                                 |                                 |                                 |                                              |                                              |                                              |                                              |                                              |                                              |                                       |                                       |                                        |                                        |                                        |                                        |                                        |                                        | Charlotte van Hessen-Kassel (1627-1686) | Charlotte van Hessen-Kassel (1627-1686) | Charlotte van Hessen-Kassel (1627-1686) | Charlotte van Hessen-Kassel (1627-1686) | Charlotte van Hessen-Kassel (1627-1686)             | Charlotte van Hessen-Kassel (1627-1686)             |                                                     |                                                     |                                                     |                                                     |                                                   |                                                   |                                          |                                          |                                          |                                          |  |  |  |  |  |  |  |  |  |  |  |  |  |  |  |  |  |  |  |  |  |  |  |  |  |  |  |  |  |  |  |  |  |  |  |  |  |  |  |  |  |  |  |  |  |  |  |  |
|                                      |                                      |                                      |                                      |                                      |                                      |                                       |                                       |                                       |                                       | Karel I Lodewijk van de Palts (1617-1680) | Karel I Lodewijk van de Palts (1617-1680) | Karel I Lodewijk van de Palts (1617-1680) | Karel I Lodewijk van de Palts (1617-1680) | Karel I Lodewijk van de Palts (1617-1680) | Karel I Lodewijk van de Palts (1617-1680) |                                    |                                    |                                    |                                    |                                 |                                 |                                 |                                 |                                              |                                              |                                              |                                              |                                              |                                              |                                       |                                       |                                        |                                        |                                        |                                        |                                        |                                        | Charlotte van Hessen-Kassel (1627-1686) | Charlotte van Hessen-Kassel (1627-1686) | Charlotte van Hessen-Kassel (1627-1686) | Charlotte van Hessen-Kassel (1627-1686) | Charlotte van Hessen-Kassel (1627-1686)             | Charlotte van Hessen-Kassel (1627-1686)             |                                                     |                                                     |                                                     |                                                     |                                                   |                                                   |                                          |                                          |                                          |                                          |  |  |  |  |  |  |  |  |  |  |  |  |  |  |  |  |  |  |  |  |  |  |  |  |  |  |  |  |  |  |  |  |  |  |  |  |  |  |  |  |  |  |  |  |  |  |  |  |
|                                      |                                      |                                      |                                      |                                      |                                      |                                       |                                       |                                       |                                       |                                           |                                           |                                           |                                           |                                           |                                           |                                    |                                    |                                    |                                    |                                 |                                 |                                 |                                 |                                              |                                              |                                              |                                              |                                              |                                              |                                       |                                       |                                        |                                        |                                        |                                        |                                        |                                        |                                         |                                         |                                         |                                         |                                                     |                                                     |                                                     |                                                     |                                                     |                                                     |                                                   |                                                   |                                          |                                          |                                          |                                          |  |  |  |  |  |  |  |  |  |  |  |  |  |  |  |  |  |  |  |  |  |  |  |  |  |  |  |  |  |  |  |  |  |  |  |  |  |  |  |  |  |  |  |  |  |  |  |  |
|                                      |                                      |                                      |                                      |                                      |                                      |                                       |                                       |                                       |                                       |                                           |                                           |                                           |                                           |                                           |                                           |                                    |                                    |                                    |                                    |                                 |                                 |                                 |                                 |                                              |                                              |                                              |                                              |                                              |                                              |                                       |                                       |                                        |                                        |                                        |                                        |                                        |                                        |                                         |                                         |                                         |                                         |                                                     |                                                     |                                                     |                                                     |                                                     |                                                     |                                                   |                                                   |                                          |                                          |                                          |                                          |  |  |  |  |  |  |  |  |  |  |  |  |  |  |  |  |  |  |  |  |  |  |  |  |  |  |  |  |  |  |  |  |  |  |  |  |  |  |  |  |  |  |  |  |  |  |  |  |
|                                      |                                      |                                      |                                      |                                      |                                      |                                       |                                       |                                       |                                       |                                           |                                           |                                           |                                           | Karel II van de Palts (1651-1685)         | Karel II van de Palts (1651-1685)         | Karel II van de Palts (1651-1685)  | Karel II van de Palts (1651-1685)  | Karel II van de Palts (1651-1685)  | Karel II van de Palts (1651-1685)  |                                 |                                 |                                 |                                 | Elisabeth Charlotte van de Palts (1652-1722) | Elisabeth Charlotte van de Palts (1652-1722) | Elisabeth Charlotte van de Palts (1652-1722) | Elisabeth Charlotte van de Palts (1652-1722) | Elisabeth Charlotte van de Palts (1652-1722) | Elisabeth Charlotte van de Palts (1652-1722) |                                       |                                       |                                        |                                        | Frederik van de Palts (1653-1654)      | Frederik van de Palts (1653-1654)      | Frederik van de Palts (1653-1654)      | Frederik van de Palts (1653-1654)      | Frederik van de Palts (1653-1654)       | Frederik van de Palts (1653-1654)       |                                         |                                         |                                                     |                                                     |                                                     |                                                     |                                                     |                                                     |                                                   |                                                   |                                          |                                          |                                          |                                          |  |  |  |  |  |  |  |  |  |  |  |  |  |  |  |  |  |  |  |  |  |  |  |  |  |  |  |  |  |  |  |  |  |  |  |  |  |  |  |  |  |  |  |  |  |  |  |  |